# Mustafà II
Mustafà II (6 de febrer de 1664 – 31 de desembre del 1703) va ser soldà de l'Imperi Otomà des de 1695 al 1703. Era fill del soldà Mehmet IV (1648 - 87) i va ascendir al tron a la mort del seu oncle Ahmet II el 6 de febrer de 1695.
L'Imperi Otomà estava en guerra contra els Habsburg, Polònia, Rússia i Venècia que havien format la Santa Lliga (1683). Mustafà va prendre el determini d'aturar l'avanç austríac a territori turc i va fer una crida a la gihad, i va prendre el comandament del seu exèrcit en persona amb l'objectiu de recuperar Hongria, contra el consell i el desig del gran visir Sürmeli Ali Paixà, i del diwan. Poc després de sortir, una revolta dels geníssers va acabar amb la destitució del gran visir (22 d'abril) i el seu assassinat (dia 24 d'abril de 1695). Elmas Mehmed Pasha, nomenat gran visir el 3 de maig, va participar en la campanya.
L'exèrcit otomà va operar amb cert èxit a la regió de Timişoara i va conquerir Lippa, Lugos i Sebes. El febrer del 1695 els venecians ja havien estat derrotats prop de Quios, i el setembre foren derrotats altre cop. L'octubre Azov fou alliberada del setge rus. L'any següent van aconseguir un nou èxit imposant als imperials l'aixecament del setge de Tamesvár, però no es va poder recuperar cap part del territori perdut i els russos van recuperar Azov (6 d'agost de 1696). Durant la campanya del 1697 a la reunió del consell de guerra de Belgrad de 15 d'abril de 1697, d'acord amb la majoria d'oficials, el gran visir va ordenar a l'exèrcit anar cap al nord cap al Banat, però al creuar el Tisza (Theiss) prop de Zenta les seves tropes foren sorpreses pels imperials manats pel príncep Eugeni de Savoia que havia arribat a aquest punt per una marxa forçada la nit del 10 a l'11 de setembre, i foren aniquilades amb 20.000 morts i 10.000 ofegats. El sultà va fugir a Temesvár i els geníssers es van revoltar i van matar el gran visir i molts membres del seu estat major. El segell imperial va caure en mans dels imperials.

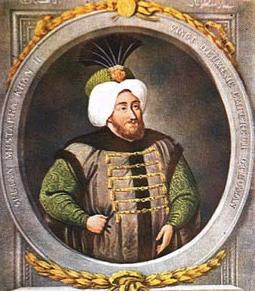
Retrat de Mustafà II

A Temevár el sultà va nomenar gran visir (dia 17) a Amudja-zade Husayn Paixà que va iniciar converses de pau. Tot i combats menors el 1698, l'Imperi Otomà es va veure obligat a acceptar la pau amb el Tractat de Karlowitz (turc Karlofça). Segons el tractat, signat el 26 de gener de 1699, l'Imperi cedia definitivament Hongria i Transsilvània a Àustria (excepte el districte de Temesvár), Morea a la República Veneciana, i els otomans s'havien de retirar de la Podòlia polonesa amb Kameniecz. Amb el tsar Pere el Gran de Rússia no es va signar la pau i només es va establir una treva, no arribant-se a la pau fins al 1700 quan la frontera es va establir al Dnièster.
El 1701 es va fer una campanya que va permetre recuperar Bàssora que havia caigut en mans dels Banu l-Muntafiq durant anys i que darrerament (vers 1697/1698) l'havien perdut enfront dels Mushasha de Huwayza al Khuzestan, vassalls perses.
Amudja-zade Husayn Paixà va dimitir el 4 de setembre de 1702 per conflictes a la cort i la seva mala salut (va morir als pocs dies el 22 de setembre de 1702). Els més influents eren el reis Efendi rami i el mufti Fayd Allah. Al lloc del visir cessant va pujar Daltaban Mustafa Pasha que era recomanat del mufti, i que va mostrar tendències bel·licoses i va afavorir les pretensions del kan tàtar de Crimea, per lo qual fou deposat el 24 de gener de 1703, sent executat. Rami Mehmed Pasha fou nomenat gran visir. Va reformar l'administració civil i va tenir importants encerts: va limitar les càrregues de les fortaleses de frontera, va aixecar milícies contra els àrabs rebels, va garantir el pagament dels sous a les tropes, va fer aqüeductes, va restaurar mesquites, va millorar la seguretat de les caravanes, va sedentaritzar a algunes tribus de turcmans, i va fer fabricar teixits que abans s'importaven.
La revolta d'Istanbul iniciada el juliol amb la proclamació de Mustafà II (que residia a Edirne) i dirigida contra el mufti i el gran visir, va aconseguir fàcilment el cessament del gran visir. Però el cap rebel Hasan Agha va persistir amb la rebequeria. Una delegació dels rebels enviada a Edirne fou empresonada i quan el sultà va prometre anar a Constantinoble ja era massa tard i els ulemes ja havien emès un fàtua que autoritzava la deposició del sultà. L'agost de 1703 un exèrcit rebel es va dirigir a Edirne després que el germà del sultà, Ahmet, va acceptar ser proclamat. Mustafà II, abandonat pels seus propis geníssers, va abdicar el 21 d'agost de 1703 i fou formalment deposat el 22 d'agost de 1703 i substituït per Ahmet III.
Retirat al seu palau, va morir el 1703. Fou enterrat a Santa Sofia (Istanbul).
L'estratègia de Mustafà va ser intentar consolidar un grup de suport convertint la posició dels timars, el cos de cavalleria de l'exèrcit otomà, en càrrecs hereditaris i fer-los lleials al soldà. Aquest intent (conegut com "els fets d'Edirne" pels historiadors) va fracassar, en part perquè els timars eren cada cop més una secció obsoleta de la maquinària militar otomana, i Mustafà II es va quedar aïllat i es va veure obligat a abdicar a favor del seu germà Ahmet III.